# Пиловий диявол (фільм)
«Пиловий диявол» (англ. Dust Devil) — фільм жахів 1992 року, написаний та знятий Річардом Стенлі. У головній ролі знявся Роберт Берк.

## Синопсис
Таємничого чоловіка Хітча, який блукає пустелями Намібії, розшукує поліція у зв’язку зі смертю жінки, чия кров була використана в ритуальній церемонії. Місцеві мешканці вважають, що Хітч — це «пиловий диявол», надприродна істота, яка може змінювати свою форму.

## У ролях
| Актор            | Роль                     |
| ---------------- | ------------------------ |
| Роберт Джон Берк | Хітч / Пиловий диявол    |
| Челсі Філд       | Венді Робінсон           |
| Джон Матшікіза   | Джо Німанд               |
| Террі Нортон     | Саарке Хааргофф          |
| Вільям Гуткінс   | капітан Корнеліус Бейман |
| Закес Мокае      | сержант Бен Мукуроб      |

## Виробництво
Попередній фільм Річарда Стенлі «Залізо» був знятий за 1 мільйон фунтів стерлінгів і зібрав понад 5,7 мільйонів доларів. Стенлі заявив, що він зняв «Залізо», щоб довести продюсерам, що він може зняти комерційно успішний фільм після того, як продюсери відмовили йому в його перших сценаріях. «Пиловий диявол» був повністю знятий в Намібії та переосмислює історію південноафриканського серійного вбивці, відомого як Нхадіп. Історія Нхадіпа раніше була джерелом натхнення для британського фільму «Відбитки вітру» (1989) Девіда Віхта. Фільм був створений на основі попередньої роботи Стенлі, незакінченого 16-міліметрового студентського короткометражного фільму, знятого в 1984 році про дивні вбивства, що відбуваються навколо міста Бетані. Влада так і не спіймала серійного вбивцю, що змусило місцевих жителів повірити, що вбивства були спричинені надприродною силою. Зрештою поліція повернулася до міста з тілом чоловіка, якого вони вважали вбивцею; однак тіло було без голови, що унеможливлювало ідентифікацію з місцевими жителями. Пізніше чоловіка поховали в місті з могилою, позначеною «Nhadiep».
Стенлі вважав, що його фільм спочатку не є фільмом жаху, але визнав, що картина має певні  риси жанру. Окрім визнання впливу італійських фільмів джалло, він також відзначив вплив фільмів «Ель Топо» Алехандро Ходоровскі, «Симон із пустелі» Луїса Бунюеля, «Євангеліє від Матвія» П’єра Паоло Пазоліні та «Одного разу на Заході» Серджіо Леоне. Стенлі також згадав про вплив фільму Мікеле Соаві «Дочка диявола», використовуючи «його ідею мерехтливого блюзу Діви Марії, щоб аналогічно представляти сили Бога».
Зйомки в Намібії стали можливими після здобуття країною незалежності в березні 1990 року. Стенлі представив свій сценарій продюсеру ДжоЕнн Селлар, з якою він раніше працював над «Залізом». Сценарій було надіслано до Міністерства інформації та радіомовлення Намібії для затвердження. Селлар також зміг використати південноафриканський персонал та обладнання для виробництва, завдяки чому знімальна група складалася з британців, американців, південноафриканців та намібійців.

## Випуск
Фільм був профінансований об'єднанням британських інвесторів Palace Productions. Також певну фінансову підтримку надала кінокомпанія Miramax. У грудні 1991 року Стенлі представив першу 120-хвилинну версію фільму. Цю версію було передано Miramax на розгляд, яка повернла 85-хвилинну версію як бажану. У лютому 1992 року Palace, який був на межі фінансового краху, попросив Стенлі прийняти іншу скорочену версію, яка було компромісом між оригінальною версією та редакцією Miramax. Стенлі згадував: "Palace пояснив, що було б фінансово доцільно досягти компромісу, але я не став мати з цим нічого спільного. Я вже втратив відзнятий матеріал і не хотів повертатися в монтажну кімнату". Спочатку Dust Devil планувалося випустити у Великобританії в грудні 1992 року. Скорочена версія, прийнята Miramax, була показана в Іспанії та Португалії під назвою Demonica, а також була показана на кінофестивалі Avoriaz. Скорочені версії демонструвалися в Італії та Франції під різними назвами. Після того як Palace втратив гроші, Стенлі переконав Polygram підготувати нову версію, яку він особисто профінансував на суму 15 000 фунтів стерлінгів. 7 квітня 1993 року відбулася прем'єр Dust Devil: The Final Cut в кінотеатрі Scala в Кінгс-Кросс, Лондон.

## Зовнішні посилання
- http://wearecult.rocks/richard-stanleys-dust-devil-and-the-changing-face-of-film4
- Dust Devil на сайті IMDb (англ.)
- Dust Devil на сайті Rotten Tomatoes (англ.)
- Dust Devil на сайті AllMovie (англ.)